# Nána Múszhuri
Nána Múszhuri (görögül: Nάνα Μούσχουρη), nemzetközileg elterjedt, francia átírással Nana Mouskouri, eredeti nevén: Joána Múszhuri (Ιωάννα Μούσχουρη) (Haniá, Kréta, 1934. október 13. –) világhírű görög énekesnő, az UNICEF jószolgálati nagykövete.
Öt évtizedes karrierje során több mint 300 millió lemezt adott el, ezzel egyike a legtöbb lemezt értékesítő előadóművészeknek. Hat nyelven beszél folyékonyan: görögül, franciául, angolul, olaszul, spanyolul és portugálul – felvételeit többnyire ezeken a nyelveken rögzítette, de énekelt németül, hollandul, kínaiul, japánul, törökül, héberül, továbbá maori és walesi nyelven is.
Jellegzetes, angyali szoprán hangját valójában születési rendellenességnek köszönheti: az egyik hangszálai jóval vastagabbak, másképpen rezegnek, ezért sok-sok gyakorlással hangkorrekciót kellett végrehajtania. Repertoárja rendkívül széles, abban megtalálható szinte valamennyi zenei műfaj: dzsessz-sztenderdek, a rock korszak előtti és utáni népszerű popzenék, a francia kabaré sanzonjai, filmdalok, klasszikus és opera dallamok, egyházi énekek, valamint görög és más népdalok.

## Életrajz

### Ifjú évei
A Múszhuri család Kréta szigetén, Haníában élt, ahol a Peloponnészoszból érkező apa, Konsztandínosz, mozigépész volt, a Korfuról származó anya, Alíki pedig ugyanabban a moziban segédkezett.
Ioána, becenevén Nána, hároméves volt, amikor a család elköltözött Athénbe. Gyermekkorára rányomta bélyegét a szegénység és Görögország német megszállása. Apja részt vett az athéni ellenállási mozgalomban.
A második világháború utáni években a Múszhuri családnak keményen kellett dolgoznia, hogy Nána és nővére Dzéni a nagyhírű Athéni Konzervatóriumban tanulhasson. Nána, akinek kiugró zenei tehetsége már hatévesen megmutatkozott, 12 évesen ének- és zongoraleckéket vett, összhangzattant tanult. Hangja kissé fátyolos, sötétalt volt. Miután egy orvosi vizsgálat kimutatta, hogy hangszalagjai eltérő vastagságúak, sok gyakorlással sikerült énekhangját megemelni, s csengő koloratúr mezzoszopránná tenni. Nyolc évet járt a konzervatóriumba. Noha nővére jóval tehetségesebb volt, Nána ért el előbb sikereket.
Az operaéneklés mellett érdekelni kezdte a dzsessz. Barátaival dzsesszklubokba járt, s egy együttessel énekelt is, amit azonban tanára nem tartott összeegyeztethetőnek a klasszikus műfajjal. 2011 őszén Mouskouri egy tévéműsorban elmesélte: diáktársaival éppen az epidauroszi színházban lépett volna fel, amikor a konzervatóriumból odaszóltak, hogy nem vehet részt az előadáson, mivel könnyűzenei „kalandozásai” miatt tiltás alatt áll. Mouskouri ezt követően elhagyta a konzervatóriumot és athéni éjszakai klubokban lépett fel, elsősorban Ella Fitzgerald-dalokkal.

### Énekesi pályafutása

#### Korai évek
Lemezkarrierje 1958-ban kezdődött, miután találkozott Mánosz Hadzidákisz zeneszerzővel, aki könnyűzenei mentora lett és akinek négy dalát énekelte fel egy középlemezre. A következő évben Hadzidákisz népzenei ihletésű Kápu ipárhi i agápi mu (Valahol van a szerelmem) című dalával megnyerte a Görög Dalfesztivált. A következő évben két dallal indult; mindkettő első helyezett lett. 1960-ban őt nevezték a 2. Mediterrán Dalfesztiválra Barcelonában, ahol Kósztasz Janídisz Xípna agápi mu (Ébredj szerelmem) című dalával nyert.
1960-as évek legelején Párizsban telepedett le. Barcelonai sikere után lemezszerződést írt alá a párizsi székhelyű Philips-Fontana kiadóval. 1961-ben Nyugat-Németországban egy Görögországról szóló dokumentumfilm zenei anyagát állította össze; ekkor énekelte fel németül Hadzidákisz egy újabb görög népdalfeldolgozását, Weiße Rosen aus Athen (Athén fehér rózsái) címmel. A dal rendkívül sikeres lett, a kislemez több mint egymillió példányban kelt el; később számos nyelvre lefordították, s Mouskouri egyfajta „zenei szignójává” vált. 1962-ben találkozott Quincy Jones-szal, aki rábeszélte, hogy menjen New Yorkba és készítsen egy amerikai dzsessz albumot The Girl from Greece Sings címmel. Ezt követően az Egyesült Királyságban aratott sikert My Colouring Book című slágerével.
Párizsban szoros barátságot kötött a neves énekes-dalszerzővel, Barbarával és a francia sanzon vezető művészeivel, akik segítették pályáján. 1963-ban ő indulhatott Luxemburg színeiben az Eurovíziós Dalfesztiválon, ahol À force de prier (Az imádság erejével) című balladájával mérsékelt sikert aratott: a tizenhat fős mezőnyben 8. lett. Ennek ellenére felkeltette Michel Legrand zeneszerző figyelmét, aki két nagy slágert írt át és hangszerelt számára: A cherbourgi esernyők címadó dalát (1964), valamint Katherine K. Davis világhírű karácsonyi énekét, L'enfant au tambour címmel (1965).
1965-ben készítette el második angol nyelvű albumát, mely Nana Sings címmel jelent meg az Amerikai Egyesült Államokban. Harry Belafonte amerikai calypso énekesnek megtetszett a lemez, s javasolta Mouskourinak, hogy 1966-ban turnézzanak együtt. A duó összeállított egy albumot An Evening With Belafonte / Mouskouri címmel. A lemezbemutató koncertkörút kezdetén Belafonte azt kérte Mouskouritól, hogy a színpadon ne viselje az akkorra már védjegyévé vált fekete keretes szemüvegét. Nanát annyira bántotta a dolog, hogy két nap után ott akarta hagyni a műsort. Végül Belafonte engedett.
1967-es, Le jour où la colombe... albuma igazi szupersztárrá tette Franciaországban. E lemezen számos fülbemászó dala szerepel: Au coeur de septembre, Adieu Angelina, Robe bleue, Robe blanche és egy már klasszikussá vált népszerű sanzon: Le temps des cerises. Ebben az évben léphetett fel először a legendás párizsi zenés színház, az Olympia színpadára, ahol az album anyagát, valamint görög népdalokat és Hadzidákisz-számokat adott elő.

#### Pályája csúcsán

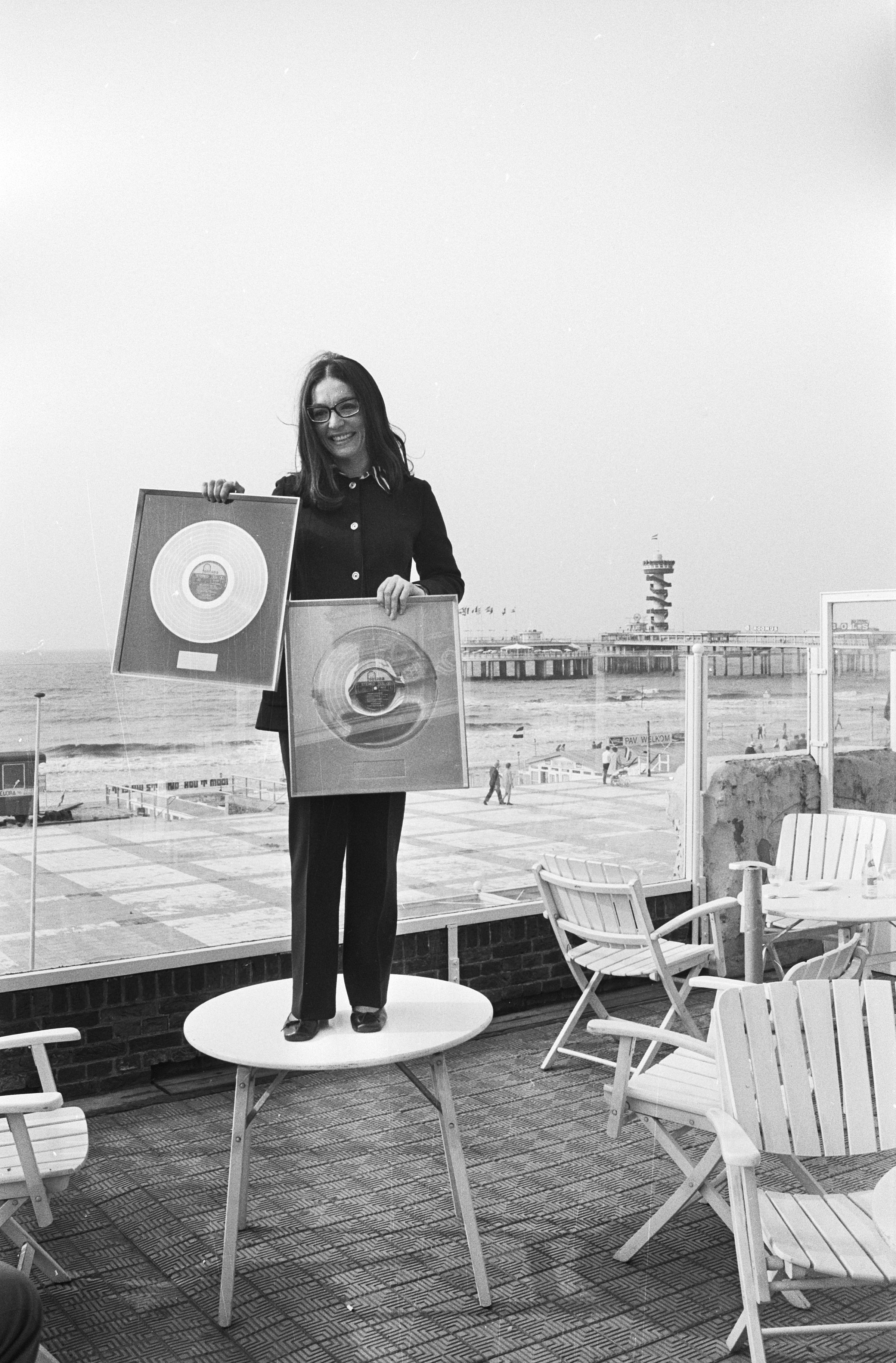
Nana Mouskouri a scheveningeni repülőtéren, egy platina- és egy aranylemezével (1971)

1968-ban, öt évvel az Eurovíziós Dalfesztivál után, ismét meghívták Londonba The Athenians nevű kísérőzenekarával, hogy egy vele készített BBC-sorozatban szerepeljen. A következő évben elkészítette Over and Over című, angol nyelvű lemezét, amely felkerült az UK 10 slágerlistára, és közel két éven át tartotta magát a brit listákon. A lemez egy angol nyelvű albumsorozat első darabja lett, melynek értékesítése rendkívül sikeres volt az 1970-es évek első felében az Egyesült Királyságban és Írországban. Az 1976-ig tartó brit televíziós sorozatában világsztárok sora lépett fel. Eközben rendszeresen szerepelt a francia és a nyugat-német televíziókban, koncertkörútjait kiterjesztette Új-Zélandra, Ausztráliára, Kanadára és Japánra, s albumok sorát énekelte fel, mint például a Comme un soleil, Une voix qui vient du coeur, Vieilles chansons de France, Quand tu chantes, Roses, Sunshine stb.
1981-ben világsikert aratott a Nabucco „Szabadság-kórusának” dallamára írt Je chante avec toi, Liberté című dalával, miután franciaországi sikerét követően számos nyelvre lefordították. Ez nagyban hozzájárult a következő német nyelvű album, a Meine Lieder sind mein Leben elkészítéséhez. 1984-ben visszatért Görögországba, hogy huszonkét év távollét után ismét élő koncertet adjon hazájában.
1985-ben rögzítette az Only Love-ot, a Judith Krantz regényéből készült Mistral's Daughter brit tévésorozat fő dalát, amellyel felkerült a brit listák 2. helyére. Ezt a dalt is több nyelven énekelte el: L'Amour en héritage (francia), Come un'eredità (olasz), La dicha del amor (spanyol) és Aber die Liebe bleibt (német). Ugyanebben az évben a spanyol nyelvterület részére készült el egy kislemez, Con Todo el Alma címmel. A dal óriási sikert aratott Spanyolországban, Argentínában és Chilében.
1987-ben öt albumot jelentetett meg különböző nyelveken, a következő évben pedig visszatért konzervatóriumi klasszikus gyökereihez egy dupla nagylemez erejéig, The Classical Nana, illetve Nana Classique címmel, amelyen klasszikus dalok feldolgozásai és operaslágerek szerepeltek. 1987 végén, koncertsorozaton vett részt Ázsiában, beleértve Dél-Koreát, Tajvant, Szingapúrt, Hongkongot, Malajziát és Thaiföldet.
Mouskouri 1991-es angol nyelvű albuma, az Only Love: The Best of Nana Mouskouri lett a legkelendőbb lemeze az Egyesült Államokban. Az 1990-es és az 1991-es éveket világkörüli turnéval töltötte. Az évtized elején megjelent albumai főleg spirituális zenét tartalmaztak: Gospel (1990), a spanyol nyelvű Nuestras Canciones, a többnyelvű, mediterrán hangulatú Côté sud, côté coeur (1992), a Dix mille ans encore, a Falling in Love Again: Great Songs From the Movies. Ez utóbbin 2 duett is hallható Harry Belafontéval.
Michel Legrand producer közreműködésével 1993-ban egy újabb nagylemezt vett fel Hollywoodban, amelyre híres filmdalok kerültek; az album egyidejűleg volt tisztelgés a film világa előtt, és személyes emlékek felidézése gyermekkorából, amikor még apja vetítőtermében üldögélt.
1996-ban és 1997-ben további lemezeket vett fel, között megtalálható a spanyol nyelvű Nana Latina (rajta duettek Julio Iglesiasszal és a Mercedes Sosával), az angol nyelvű Return to Love, és a francia pop klasszikusokat felvonultató Hommages. 1997-ben, nagy hatású békekoncertet adott a New York-i Szent János-katedrálisban; december közepén pedig négy előadáson ünnepelték pályafutásának 40. évfordulóját a párizsi Olympia színpadán.

#### Pályája végén

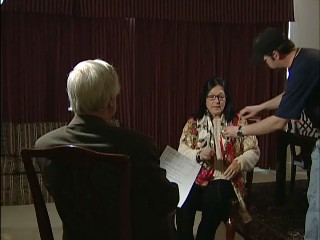
Nana Mouskouri interjúhoz készülődik 2006-ban.

2004-ben az Universal Music Group 34 CD-n jelentette meg Mouskouri összes francia nyelvű, szám szerint 675 dalát. A gyűjteményes kiadást tartalmazó dobozban helyet kapott egy 120 oldalas könyvecske is, melynek szövegét és illusztrációit maga a művésznő készítette.
2005-ben nemzetközi búcsúkoncert-körútba kezdett, bejárva az összes földrészt. 2007. november 25-én a Palais Garnier színpadán búcsúzott a párizsiaktól. A körutat 2008 júliusában szülőhazájában, az athéni Herodes Atticus színházban adott kettős koncerttel fejezte be, nemzetközi közönség előtt.
Pályája során több zenei műfajban is jeleskedett: énekelt görög és más népdalokat, dzsesszet, popzenét, folkot, világzenét, és klasszikus zenét (többek között Verditől, Mozarttól és Orfftól, akinek mesterművéből, a Carmina Burana kantátából vett fel egy részletet repertoárjába Ave Verum címmel).
A világ egyik legsikeresebb énekesnője. Számtalan világkörüli turnén aratott sikerének köszönhetően több mint 450 albumot készített; több mint 1500 dalt énekelt fel lemezre mintegy hét nyelven, így a felvételek száma meghaladja a kétezret.  Eladott lemezeinek száma 2008-ban meghaladta a 300 milliót; az értük kapott arany-, gyémánt- és platinalemezeinek száma pedig a megközelítette 300-at.  
2007-ben szerepelt Svájc 300 leggazdagabb lakosát tartalmazó listán, amely minimum 100 millió CHF vagyont jelent.

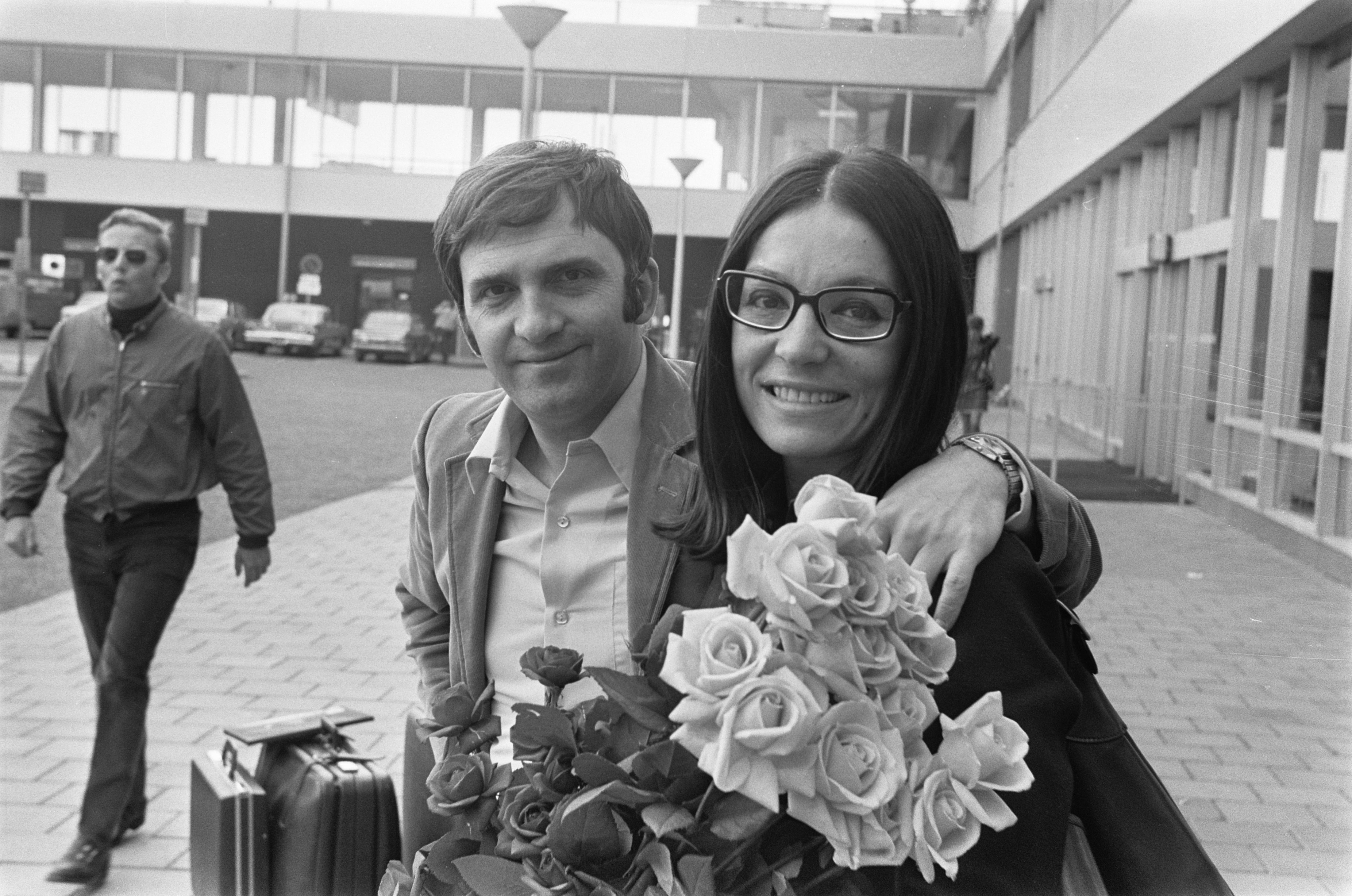
Nana Mouskouri első férjével, Jeórjiosz Pecílasszal Hollandiában (1971).

### Magánélete
Nana Mouskouri kétszer kötött házasságot. Első alkalommal 1961-ben, 25 évesen ment feleségül Jeórjiosz Pecílasz zenészhez, kísérőzenekara, a népszerű The Athenians trió gitárosához. Két gyermekük született: Nicolas Petsilas (1968) és Hélène Petsilas (Lénou) (1970). Jeórjiosz és Nana 1974-re elhidegültek egymástól, különköltöztek, majd 1975-ben hivatalosan is elváltak.
Másodszor – hosszú együttélés után – 2003. január 13-án ment hozzá André Chapelle producerhez, a Philips művészeti igazgatójához, aki az 1960-as évek óta működött közre lemezeinek megjelentetésében. A késői, meglepetésszerű frigyet firtató kérdésre azt válaszolta, hogy „Nem akartam egy másik apát hozni a családba”.
Mouskouri Franciaországban és Svájcban él, ideje nagy részét férjével együtt Genfben tölti.

### Politikai szerepvállalása
Noha sohasem tekintette magát politikus alkatnak, magáénak érezte az 1960-as évek tiltakozó mozgalmait, különösen Bob Dylan állt közel hozzá, akinek több dalát is felvett a repertoárjába, még azelőtt, hogy Leonard Cohen közvetítésével szoros barátságot kötött volna vele. Találkozott a polgárjogi harcos Martin Luther Kinggel, az 1968. májusi párizsi eseményeket is együttérzéssel követte végig.
Sikerei révén szerzett hírnevével egyenes út vezetett az ENSZ Gyermekalapjához (UNICEF), ahol 1993 októberében a jószolgálati nagyköveti teendőkkel bízták meg: a nem sokkal korábban elhunyt Audrey Hepburn feladatkörét vette át. Első útjainak egyike Boszniába vezetett, hogy felhívja a figyelmet a polgárháború által sújtott gyermekek sorsára. Egy sor adománygyűjtő koncertet tartott Svédországban és Belgiumban.
Az 1994-es európai parlamenti választások előtt a görög jobb-közép párt, az Új Demokrácia biztos befutó helyen felvette képviselőjelölti listájára, aminek következtében öt éven át Strasbourgban dolgozott. 1999-ben lemondott mandátumáról, részben pacifizmusa miatt, részben mert úgy érezte, nem eléggé felkészült ahhoz, hogy egy politikus mindennapi munkáját megfelelően ellássa.

## Fontosabb elismerései

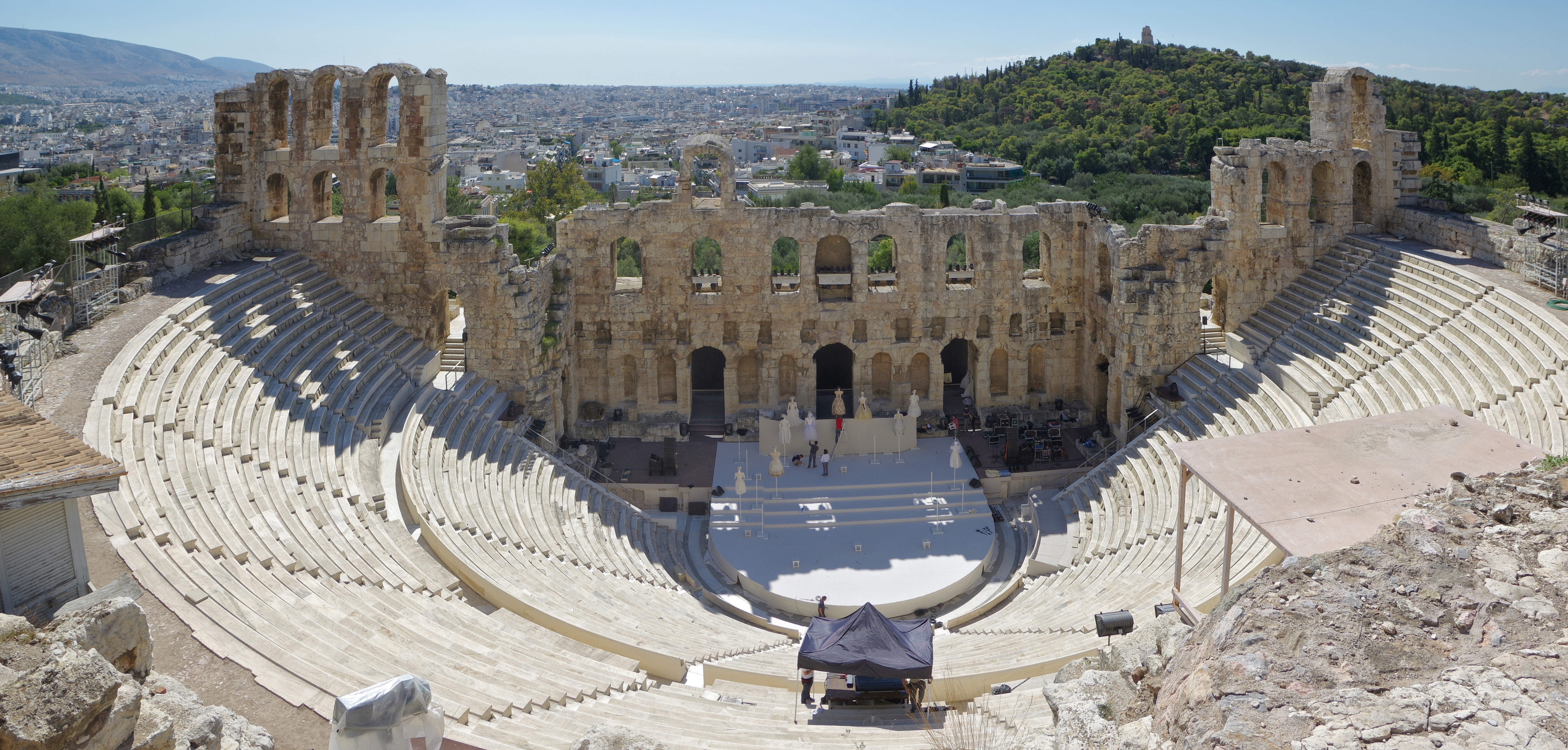
Az athéni Herodes Atticus színház, ahol Mouskouri utolsó koncertjét adta.

- 1986 – Francia Köztársaság Művészeti és Irodalmi Rendjének lovagja
- 1997 – a Francia Köztársaság Becsületrendjének lovagja
- 1997 – UNICEF’s World Children Award
- 1998 – Patriarch Athenagoras Awards (USA)
- 2003 – UNICEF Goodwill Laureate award
- 2006 – a Francia Köztársaság Becsületrendjének tisztje
- 2006 – a francia Szerzők, Zeneszerzők és Zeneműkiadók Szövetségének (SACEM) nemzetközi nagydíja (Franciaország)
- 2006 – Jótékonysági Rend tisztje (Görögország)
- 2007 – Gran Cruz de Placa de Plata (Dominikai Köztársaság)
- 2008 – Luxemburgi Nagyhercegség Érdemrendjének parancsnoki fokozata
- 2008 – Athén városának arany emlékérme
- 2010 – a görög parlament ezüst érme [31]
- 2011 – Párizs városának nagy aranyozott ezüst érme [32]

## Részleges diszkográfia
- Epitaphios (1960)
- Nana Mouskouri Canta canciones populares griegas (1960)
- I megálesz epitihíesz tisz Nánasz Múszhurisz (Η μεγάλες επιτυχίες της Νάνας Μούσχουρης) (1961)
- Ta próta masz tragúdia (Τα πρώτα μας τραγούδια) (1961)
- Weiße Rosen aus Athen / The White Rose of Athens (1961)
- Greece, Land of Dreams (1962)
- The Girl from Greece (1962)
- Roses Blanches de Corfu (1962)
- Ce soir à Luna Park (1962)
- Crois-moi ça durera (1962)
- Un homme est venu (1963)
- Sings Greek Songs-Never on Sunday (1963)
- Au feu! (1964)
- Celui que j'aime (1964)
- Ich Schau Den Weissen Wolken Nach (1964)
- The Voice of Greece (1964)
- Chante en grec (1965)
- Nana Mouskouri et Michael Legrand (1965)
- Griechische Gitarren mit Nana Mouskouri (1965)
- Nana Mouskouri in Italia (1965)
- Nana's Choice (1965)
- Nana Sings (1965)
- An Evening with Belafonte/Mouskouri (1966)
- Le cœur trop tendre (1966)
- Strasse der hunderttausend Lichter (1966)
- Nana Mouskouri in Paris (1966)
- In Italia (1966)
- Moje Najlepše Grčke Pesme -Jugoszlávia- (1966)
- Pesme Moje Zemlje -Jugoszlávia- (1966)
- Un canadien errant (1967)
- Un souvenir du congrès (1967)
- Nana Mouskouri à l'Olympia (1967)
- Showboat (1967)
- Chants de mon pays (1967)
- Singt Ihre Grossen Erfolge (1967)
- Le jour où la Colombe (1967)
- Nana (1968)
- What Now My Love (1968)
- Une soirée avec Nana Mouskouri (1969)
- Dans le soleil et dans le vent (1969)
- Over and Over (1969)
- The Exquisite Nana Mouskouri (1969)
- Mouskouri International (1969)
- Grand Gala (1969)
- Verzoekprogramma (1969)
- Le tournesol (1970)
- Nana Recital 70 (1970)
- Nána tragudá Máno Hadzidáki (Νάνα τραγουδά Μάνο Χατζιδάκη) (1970)
- Turn On the Sun (1970)
- Bridge Over Troubled Water (1970)
- My Favorite Greek Songs (1970)
- Song for Liberty (1970)
- After Midnight (1971)
- A Touch of French (1971)
- Love Story (1971)
- Pour les enfants (1971)
- Comme un soleil (1971)
- A Place in My Heart (1971)
- Chante la Grèce (1972)
- Lieder meiner Heimat (1972)
- Xípna Agápi Mu (Ξύπνα Αγάπη Μου) (1972)
- Christmas with Nana Mouskouri (1972)
- British Concert (1972)
- Une voix... qui vivent du coeur (1972)
- Spiti mou spitaki mou (1972)
- Presenting... Songs from Her TV Series (1973)
- Vieilles chansons de France (1973)
- Chante Noël (1973)
- Day is Done (1973)
- An American Album (1973)
- Spotlight on Nana Mouskouri (1973)
- Nana Mouskouri au Théâtre des Champs-Elysées (1974)
- Que je sois un ange... (1974)
- Nana's Book of Songs (1974)
- The Most Beautiful Songs (1974)
- Adieu mes amis (1974)
- Le temps des cerises (1974)
- If You Love me (1974)
- The Magic of Nana Mouskouri (1974)
- Sieben Schwarze Rosen (1975)
- Toi qui t'en vas (1975)
- Träume sind Sterne (1975)
- At the Albert Hall (1975)
- Quand tu chantes (1976)
- Die Welt ist voll Licht (1976)
- Eine Welt voll Musik (1976)
- Lieder die mann nie vergisst (1976)
- Nana in Holland (1976)
- Songs of the British Isles (1976)
- Love Goes On (1976)
- An Evening with Nana Mouskouri (1976)
- Ein Portrait (1976)
- La récréation (1976)
- Passport (1976)
- The Three Bells (1976)
- Une voix (1976)
- Alleluia (1977)
- Glück ist wie ein Schmetterling (1977)
- Star für Millionen (1977)
- Geliebt und bewundert (1977)
- Lieder, die die Liebe schreibt (1978)
- Nouvelles chansons de la vieille France (1978)
- Les enfants du Pirée (1978)
- À Paris (1979)
- Roses & Sunshine (1979)
- Even Now (1979)
- Vivre au soleil (1979)
- Sing dein Lied (1979)
- Kinderlieder (1979)
- Come with Me (1980)
- Vivre avec toi (1980)
- Die stimme in concert (1980)
- Wenn ich träum (1980)
- Alles Liebe (1981)
- Je chante avec toi, Liberté (1981)
- Ballades (1982)
- Farben (1983)
- Quand on revient (1983)
- When I Dream (1983)
- La dame de cœur (1984)
- Athina (1984)
- Live at Herod Atticus (1984)
- Nana (1984)
- I endekati entoli (1985)
- Ma vérité (1985)
- Alone (1985)
- Libertad (1986)
- Liberdade (1986)
- Kleine Wahrheiten (1986)
- Tu m'oublies (1986)
- Why Worry? (1986)
- Only Love (1986)
- Love Me Tender (1987)
- Con tutto il cuore (1987)
- Tierra Viva (1987)
- Du und Ich (1987)
- Par amour (1987)
- Classique (1988)
- A Voice from the Heart (1988)
- The Magic of Nana Mouskouri (1988)
- Concierto en Aranjuez (1989)
- Tout simplement 1&2 (1989)
- Nana Mouskouri Singt die schönsten deutschen Weihnachtslieder (1989)
- Taxidotis (1990)
- Gospel (1990)
- Only Love: The Best of Nana Mouskouri (1991)
- Nuestras canciones 1 & 2 (1991)
- Am Ziel meiner Reise (1991)
- Côté sud – Côté cœur (1992)
- Hollywood (1993)
- Falling in Love Again: Great Songs from the Movies (1993)
- Dix mille ans encore (1994)
- Agapi in'i zoi (1994)
- Nur ein Lied (1995)
- Nana Latina (1996)
- Hommages (1997)
- Return to Love (1997)
- The Romance of Nana Mouskouri (1997)
- Concert for Peace (1998)
- Chanter la vie (1998)
- As Time Goes By (1999)
- The Christmas Album (2000)
- At Her Very Best (2001)
- Erinnerungen (2001)
- Songs the Whole World Loves (2001)
- Fille du soleil (2002)
- Un Bolero Por Favor (2002)
- Ode to Joy (2002)
- The Singles+ (2002)
- Nana Swings: Live at Jazzopen Festival (2003)
- Ich hab'gelacht, ich hab'geweint (2004)
- L'intégrale Collection (34 CD-s doboz) (2004)
- A Canadian Tribute (2004)
- I'll Remember You (2005)
- Complete English Works Collection (17 CD Box Set) (2005)
- Moni Perpato (2006)
- Nana Mouskouri (Gold) (2 CD) (2006)
- Le ciel est noir – Les 50 plus belles chansons (3 CD) (2007)
- The Ultimate Collection (2007)
- Les 100 plus belles chansons (5 CD) (2007)
- 50 Hronia Tragoudia (50 Years of Songs) (2007)
- Alma Latina Todas sus grabaciones en español (5CD) (2008)
- The Best Of (Green Series) (2008)
- The Very Best Of (Readers Digest 4 CD-Box) (2008)
- The Ultimate Collection / In Asia (Tajvan) (2CD) (2008)
- The Greatest Hits: Korea Tour Edition (2 CD-Box) (2008)
- The Singer (2008)
- Nana Mouskouri – Best Selection (2009)
- Nana Sings (új kiadás) (2009)
- Nana Mouskouri: Les hits (2009)
- Meine Schönsten Welterfolge vol. 2 (2CD) (2009)
- Les n°1 de Nana Mouskouri (Edition limitée) (2CD) (2009)
- La más completa colección (2009)
- Nana Mouskouri I (2009)
- Nana Mouskouri: Highlights 娜娜穆斯库莉:精选 (2010)
- As Time Goes By (Nana Mouskouri Sings the Great Movie Themes) (új kiadás) (2010)
- The Danish Collection (új kiadás) (2010)
- Nana Jazz (2010)
- My 60's Favourites (2010)
- Mes chansons de France (2010)
- Nana Around the World (2010)
- Ballads and Love Songs (2010)
- Nana Country (2010)
- Nana Mouskouri & Friends – Tragoudia apo Ellinika nisia (Songs from the Greek Islands) (2011)
- Nana Mouskouri & Friends – Rendez-vous (francia változat) (2011)
- Nana Mouskouri & Friends – Rendez-vous (német változat) (2012)
- Nana Mouskouri & Friends – Rendez-vous (angol változat) (TBA)

## Önéletrajzok
- Chanter ma vie, Bernard Grasset Kiadó, Párizs, 1989, 283 o. (16 o. illusztrációl), ISBN 2-246-39211-X.
- La Fille de la chauve-souris : mémoires (Lionel Duroy közreműködésével), XO Kiadó, Párizs, 2007, 430 o. (32 o. illusztráció), ISBN 978-2-84563-311-7.

## Fordítás
- Ez a szócikk részben vagy egészben  a   Nana Mouskouri című angol Wikipédia-szócikk ezen változatának fordításán alapul.  Az eredeti cikk szerkesztőit annak laptörténete sorolja fel. Ez a jelzés csupán a megfogalmazás eredetét és a szerzői jogokat jelzi, nem szolgál a cikkben szereplő információk forrásmegjelöléseként.
- Ez a szócikk részben vagy egészben  a   Nana Mouskouri című francia Wikipédia-szócikk ezen változatának fordításán alapul.  Az eredeti cikk szerkesztőit annak laptörténete sorolja fel. Ez a jelzés csupán a megfogalmazás eredetét és a szerzői jogokat jelzi, nem szolgál a cikkben szereplő információk forrásmegjelöléseként.

## Külső hivatkozások
- Nána Múszhuri a Facebookon
- Nána Múszhuri az Internet Movie Database-ben (angolul)
- Répertoire « Nana Mouskouri » az Universal Music France honlapján (franciául)
- Nana Mouskouri québeci honlapja (Életrajz, nyelvenkénti diszkográfia, 1800 felvétel listája, magazinok címlapjai, a québeci tévészereplések, rajzok, emlékek és aktualitások.) (franciául), (angolul), (spanyolul), (németül)
- Nana Mouskouri-dalok a YouTube-on.